# A35 (spårvagn)

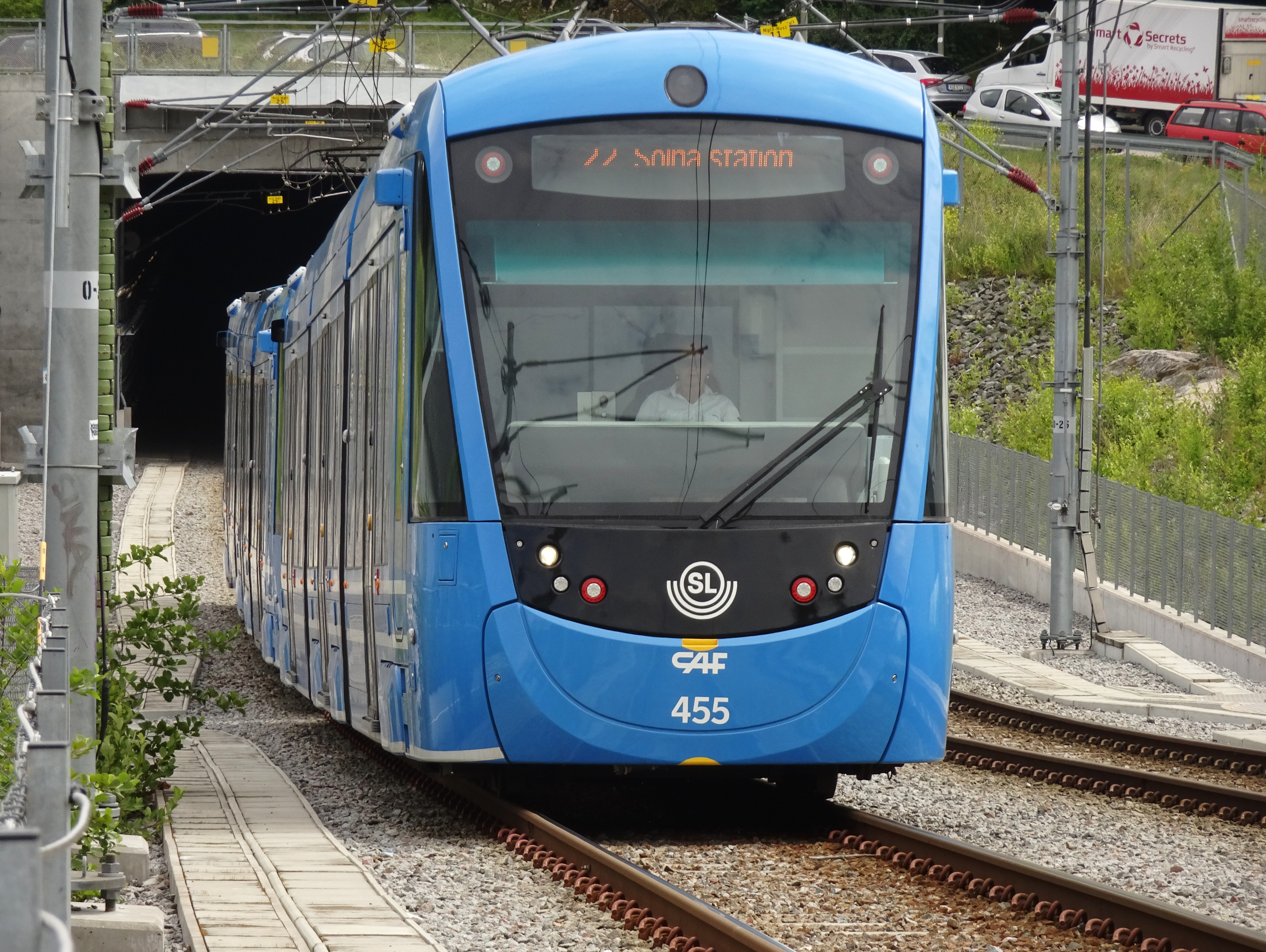
A35-spårvagn på Tvärbanan

A35/A35B är SL:s typbeteckning för en spårvagnstyp som trafikerar spårvägslinjerna Tvärbanan och Spårväg City i Stockholm. Vagnstypen har på prov även trafikerat Nockebybanan, men förekommer ej på banan i ordinarie trafik. På Lidingöbanan används en längre variant med beteckning A36. 
Vagnarna är tillverkade av det spanska företaget CAF och är tvåriktningsvagnar av typen Urbos AXL. Tilldelningsbeslutet i SL:s upphandling fattades 23 november 2010 och den första leveransen skedde i maj 2013. År 2022 har totalt 43 vagnar levererats, i fyra delserier. 35 vagnar är stationerade i Ulvsundadepån (Tvärbanan/Nockebybanan), resterande 8 i Alkärrshallen (Spårväg City). 
A35/A36 har en konstruktion med boggier som rör sig fritt mot vagnkorgen, vilket ger en större komfort än A32, som endast har boggier i ändarna, och en konstruktion i mitten där hjulen är fixerade i vagnkorgen och där korgen vrider sig helt med spåret.  
Vagntypen är behäftad med ett flertal kvalitetsproblem som orsakar en hög underhållsbelastning. Återkommande säkerhetsfarliga kvalitetsproblem har gjort att vagntypen har ställts av ett flertal gånger eller belagts med tillfälliga begränsningar. På Tvärbanan och Nockebybanan finns en stor vagnreserv vilket gör att trafiken knappt drabbas, men på Linje 7 och Lidingöbanan (A36) är fordonsreserven minimal och det är ofta begränsad eller inställd inställd trafik pga vagnbrist. Då vagntypen är betydligt tyngre än tidigare vagntyper så är det ett betydligt större slitage på infrastrukturen, vilket orsakar större kostnader. Trots att många av dessa problem uppdagades tidigt så valde trafikförvaltningen att, trots avrådan från ett flertal instanser, fullfölja avtalet med leverantören.  
I Trafíkförvaltningens senaste upphandlingen ingår inte att operatören ska sätta ut ersättningsbussar vid "vagnbrist", så resenärerna i City är hårt påverkade.  
Tvärbanan trafikeras av typen A35 i serie 1, 2, och 3, medan Spårväg City trafikeras av typen A35B. Vagnsnummer för dessa serier är: 451-465 (A35 serie 1), 466-473 (A35B), 474-483 (A35 serie 2), och 484-493 (A35 serie 3). I jämförelse finns totalt 37 vagnar av den äldre typen A32, som trafikerar linjerna Tvärbanan och Nockebybanan. Det finns en option för upp till totalt 121 vagnar. Spårvagnarna trafikerar både inner- och ytterstadslinjer. Vagnarna har till skillnad från äldre spårvagnstyper i Stockholmstrafiken en fullständig klimatanläggning, vilket ökar komforten ombord. 
En liknande modell, Urbos 100,  används även på Lunds spårväg med som hade trafikstart 13 december 2020. Där är det sju vagnar som går i trafik.

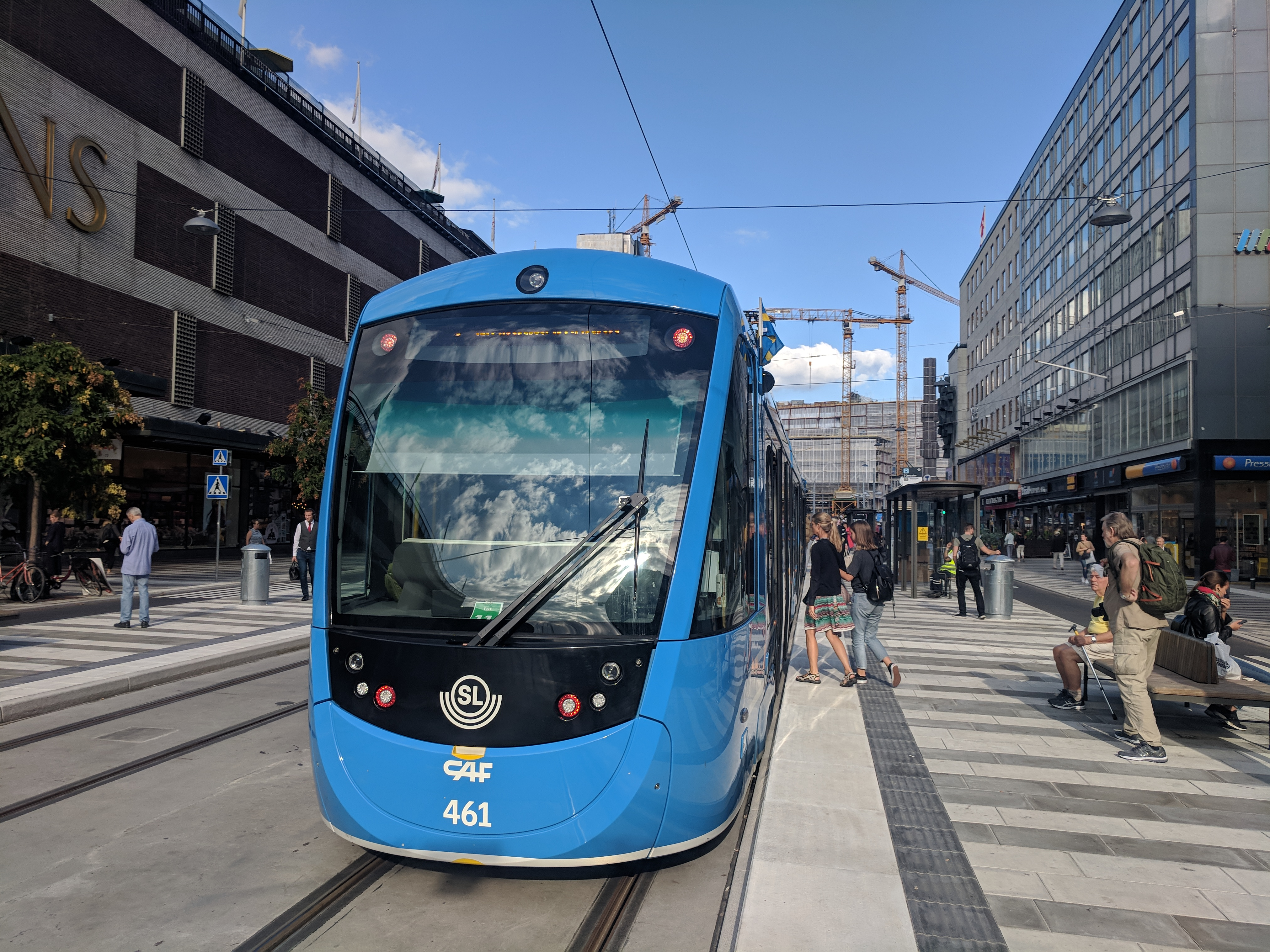
A35 vagn 461 vid T-Centralen (Utlånad från Tvärbanan)

## Jämförelse med andra Stockholmsspårvagnar
| Modell   | Antal sittpl. [pl] | Tåglängd [mm] | Tomvikt [t] | Tågtyp                 | Antal enh. | Max. kont. eff. [MW] | Drivmotortyp | Korgbredd [cm] | Sth [km/h] | Införd                              |
| -------- | ------------------ | ------------- | ----------- | ---------------------- | ---------- | -------------------- | ------------ | -------------- | ---------- | ----------------------------------- |
| A36      | 100                | 39.475        | ca 66       | tvåriktnings ledvagn   | 4          | 0,48                 |              | 265            | 90         | 2015                                |
| A35/A35B | 72                 | 30.800        | ca 51       | tvåriktnings ledvagn   | 3          | 0,48                 |              | 265            | 90         | 2013                                |
| A32      | 78                 | 29.700        | 37,5        | tvåriktnings ledvagn   | 3          | 0,48                 |              | 265            | 80         | 1999                                |
| A30      | 48                 | 15.150        | 22,7        | tvåriktnings motorvagn | 1          | 0,252                |              | 240            | 65         | 1944 (A24) (ombyggd till A30: 1986) |